# Consonne dorsale
En phonétique articulatoire, une consonne dorsale désigne une consonne articulée avec la partie postérieure de la langue contre le voile du palais (ou vélaire),.  Sont ainsi articulées les consonnes dont le lieu d'articulation est situé vers l'arrière de la bouche : palatales, vélaires et uvulaires. Elles sont présentes dans de nombreuses langues à travers le monde.

## Histoire
Les premières mentions des consonnes dorsales remontent à l'Antiquité. Les linguistes grecs et romains ont observé ces sons dans des langues étrangères, mais leur classification précise a varié au fil du temps. Au Moyen Âge, les grammairiens ont commencé à décrire plus systématiquement ces sons, notamment dans le contexte des langues germaniques et slaves.

## Caractéristiques
Les consonnes dorsales se caractérisent par leur point d'articulation au niveau du voile du palais.

Elles peuvent être :
- occlusives (comme /k/ et /g/) ;
- fricatives (comme /x/ et /ɣ/) ;
- ou nasales (comme /ŋ/).

Leur répartition géographique est vaste, allant des langues européennes aux langues africaines et asiatiques.

## Exemples
- En français, le son [k] est présent dans des mots comme « car », « cœur » et « coq » ;
- En allemand, les sons [ x] et [ɣ] apparaissent dans des mots comme « Bach » et Tag (jour) ;
- En swahili, la consonne nasale [ŋ] se trouve dans des mots comme ngoma (tambour).